# Afet İnan
 (avril 2019).
Afet İnan (née le 29 novembre 1908 à Thessalonique - morte le 8 juin 1985 à Ankara) est une historienne et une sociologue turque. C'est l'une des filles adoptives de Mustafa Kemal Atatürk. Ses travaux ont permis de promouvoir la prétendue supériorité de la « race » turque.

## Biographie
Afet İnan est née à Thessalonique, dans l'actuelle Grèce, à l'époque ville de l'Empire ottoman. Elle doit migrer avec sa famille à cause de la Guerre des Balkans. 
Sa mère meurt de la tuberculose le 15 mai 1915. Son père se remarie, poussant l’envie d’Afet Inan de s’émanciper davantage en décidant de devenir professeure. Nezihe, sa sœur naît de cette nouvelle union. 
En 1920, elle termine ses six années d’instruction. En 1921, elle est envoyée à Alanya puis à Elmalı où elle obtient son diplôme de professeure. Elle est alors nommée chef d’établissement à l’Ecole des filles d'Elmalı. 
En 1925, elle ressort diplômée de l'université des professeurs de Bursa. Elle enseigne ensuite en tant qu'institutrice dans la ville d'Izmir.
Elle rencontre Mustafa Kemal Atatürk en octobre 1925, pendant sa visite à Izmir. Mustafa Kemal Atatürk l'envoie à Lausanne la même année pour qu'elle puisse apprendre la langue française.
Elle retourne en Turquie en 1927, où elle étudie au lycée Notre-Dame de Sion à Constantinople. Après ses études elle est nommée comme professeur d'histoire dans la nouvelle Ecole des Professeurs de Musique de Ankara. 
En 1935, elle repart en Suisse pour étudier l'histoire à l'université de Genève. Elle devient alors l’élève d’Eugène Pittard de 1936 à 1939 lors de la rédaction de sa thèse L'Anatolie, pays de la "race" turque.
Elle obtient son diplôme puis en 1939, un doctorat de sociologie. En 1950, elle devient professeur à l'université d'Ankara.
Elle est l'une des cofondatrices de la Türk Tarih Kurumu, la Société historique turque, aussi appelée Institut d'histoire turc. Elle est morte le 8 juin 1985 à Ankara en laissant son mari le Dr. Rıfat İnan, sa fille Arı et son fils Demir. 
Le Prix Afet Inan d’études historiques est remis chaque année par l’Institut de l’histoire turque, en étroite collaboration avec la famille Inan.

## Portée scientifique au sein de l'État turc
À travers ses travaux, Afet Inan contribue à promouvoir l’idée d’une « race » turque supérieure. Cette idée est ainsi instrumentalisée pour développer le sentiment d’une identité commune légitimant la création d’un homme nouveau sous la nouvelle République turque. 

Ainsi, Afet Inan consacre sa vie académique à l’élaboration d’une thèse historique républicaine basée sur l’idée de la glorification de la race turque comme l’origine de la civilisation humaine. Ses recherches auraient été souhaitées par Atatürk lui-même. Ainsi Afet Inan dans ses écrits relate: 
« En 1928, un manuel français de géographie affirmait que les Turcs appartenaient à la race jaune et que dans l’esprit des Européens, il s’agissait d’une genre humain de seconde catégorie. Je le montrai à Atatürk. Est-ce ainsi ? Demandais-je ? « Non c’est impossible ; occupons-nous de cette question. Et toi, met-toi au travail » dit-il. 
Dès 1930, Ataturk lui confie la mission d’assurer le discours d’ouverture du Sixième Congrès des Foyers Turcs. Elle présente ainsi la « véritable histoire des turcs ». 
Cet évènement est suivi par de nombreux comités d’études turcs, chargés de rédiger de nouveaux manuels d’histoire. À cette occasion est mis en avant « l’histoire de la civilisation turque, les caractéristiques anthropologiques de la race turque, ainsi que la langue et la littérature turques. »
Ainsi, le congrès produit plus de 600 pages consacrées à l’aperçu de l’histoire turque, édité par Afet Inan. 
Par ailleurs, Afet Inan participe à l’Institut de l’histoire turc, aussi appelé Société de l'Histoire turque, créé en 1931. Elle est vice-présidente de cette organisation pendant de nombreuses années.

## Sa thèse:L’Anatolie, pays de la «race» turque
De 1937 à 1939, elle consacre sa thèse à la promotion de la « race » turque au sein de l’Université de Genève afin de participer davantage à la constitution de l’identité turque au sein du jeune État de Mustafa Kemal Atatürk.
Soutenues par le Ministre de la Santé de l’époque, les recherches de Afet Inan servent donc à prouver la continuité raciale turque de l’âge Néolithique jusqu'à l’ère moderne dans la région. Ainsi, les Turcs d’Asie centrale seraient à l’origine de la première civilisation. Il s’agit avant tout de donner une image positive de la « race » turque en rompant avec l’image du conquérant originaire des steppes asiatiques décrite par les Européens. 

### Relations avec Eugène Pittard
À l’université de Genève, Afet Inan est l’élève de l’eugéniste Eugène Pittard. Ce docteur ès sciences présente en 1899 sa thèse consacrée à la Recherche d’anatomie comparative sur diverses séries de crânes anciens de la vallée du Rhône. À travers ses recherches anthropologiques, il souligne des concepts raciologiques. En 1912, il est nommé Président du Congrès international d’anthropologie et d’archéologie préhistorique à Genève. En 1920, il publie Les peuples des Balkans. Puis son œuvre de synthèse Les Races et l’Histoire voit le jour en 1924. Il est nommé au sein de nombreuses sociétés scientifiques à Paris, Stockholm, Rome, Florence, Berlin ou encore Londres. En 1937, il prend la tête du deuxième Congrès d’histoire turque en sa qualité de Président d'honneur. Dans l’entre-deux-guerres, il s’engage en faveur de l’eugénisme et prend une part active à son développement. En outre, il milite pour que l’anthropologie soit la base d’une politique eugéniste. 
Ainsi, Eugène Pittard s’impose à l’époque comme le spécialiste de la « race » turque. Dans la Revue turque d’anthropologie dès 1928, il encourage les chercheurs à prouver l’origine turque des Etrusques, des Hittites et des Sumériens.

### Recherches
C’est donc sous la direction de Eugène Pittard qu’Afet Inan effectue sa thèse en 1939 L’Anatolie, pays de la « race » turque. Elle s'appuie alors sur les méthodes de travail mises au point par Eugène Pittard. Durant deux années, elle entreprend de mesurer 64 000 crânes en Anatolie sur des squelettes anciens et récents. Ses recherches ne donnent aucun résultat scientifique mais sont mobilisées par le nouvel État turc. Ainsi, ses travaux sont présentés comme le prolongement de l’approche déjà mobilisée en 1930 afin de réécrire l’histoire turque. 
En tentant de démontrer une origine anthropologique turque, l’approche de Afet Inan est complétée par d’autres approches historiques. Sadri Maksudi Arsal (en), historien nationaliste parle également de la « race turque » comme étant selon lui « une race qui a fait progresser l’humanité ». 

Ces travaux permettront ainsi à Atatürk d’affirmer que:
« Les Turcs ne sont pas venus en 1071, avec les Seldjoukides, mais au septième millénaire avant Jésus-Christ ! ».

## Relations avec Mustafa Kemal Atatürk
Afet Inan est considérée comme la fille adoptive d’Atatürk.  
Ataturk s’est engagé auprès d’elle à être son protecteur, gardien et confident l’ayant introduit dans l’élite révolutionnaire du nouvel État turc. Cette filiation adoptive aura pour conséquence de présenter Afet Inan comme l'une des fondatrices du nationalisme républicain. 
Elle est ainsi l'une des intellectuelles les plus emblématiques du pays. D’autre part, elle symbolise également l’image de la femme moderne émancipée dévouée au service de la République turque.